# Meta-autunit
A meta-autunit kalciumtartalmú uránfoszfát, az autunitnál kisebb víztartalommal. A kisebb víztartalom miatt urántartalma és sűrűsége az autunitnál magasabb.
- Kémiai képlete: Ca(UO2)2(PO4)2×(2~6)H2O.
- Sűrűsége: 3,42-3,55 g/cm³.
- Keménysége: 1,0-2,0 nagyon lágy ásvány (a Mohs-féle keménységi skála szerint).
- Jellemző összetétele:
- CaO: 6,7%
- UO2: 64,1%
- P2O5: 16,9%
- H2O: 8,6%

- Egyebekben lásd→ Autunit.